# Peter Mitchell
För den brittiska adelsmannen och racerföraren, se Peter Mitchell-Thomson.
Peter Dennis Mitchell, född den 29 september 1920 i Mitcham, Surrey, England, död den 20 april 1992 i Bodmin, Cornwall, var en brittisk biokemist. 1978 erhöll han Nobelpriset i kemi "för hans bidrag till förståelsen av biologisk energiöverföring genom formuleringen av den kemiosmotiska teorin".

## Biografi
Mitchell var son till Christopher Gibbs Mitchell, en tjänsteman, och Kate Beatrice Dorothy (född) Taplin. Hans farbror var Sir Godfrey Way Mitchell, ordförande för George Wimpey. Han utbildades vid Queen's College, Taunton och Jesus College, Cambridge där han studerade naturvetenskap med inriktning på biokemi.
Han tillträdde en forskarplats vid Institutionen för biokemi, Cambridge, 1942 och avlade sin doktorsexamen i början av 1951 på arbete om penicillins verkningssätt.

## Karriär och vetenskapligt arbete
År 1955 inbjöds Mitchell av professor Michael Swann till att inrätta en biokemisk forskningsenhet, kallad Chemical Biology Unit, vid Zoologiska institutionen, vid University of Edinburgh, där han utsågs till universitetslektor 1961 och därefter föreläsare 1962, även om institutionellt motstånd mot hans arbete i kombination med ohälsa ledde till hans avgång 1963.
Åren 1963 till 1965 övervakade han restaureringen av en herrgård i Regencystil, känd som Glynn House, i Cardinham nära Bodmin, Cornwall - och anpassade en stor del av den för användning som forskningslaboratorium. Han och hans tidigare forskarkollega, Jennifer Moyle grundade ett supportföretag, känt som Glynn Research Ltd., för att främja grundläggande biologisk forskning vid Glynn House och de inledde ett forskningsprogram om kemiosmotiska reaktioner och reaktionssystem.

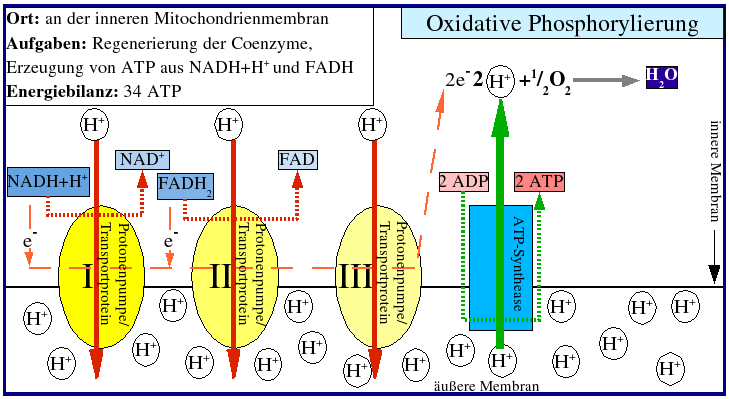
Oxidativ fosforylering

### Kemiosmotisk hypotes
På 1960-talet var ATP känt för att vara livets energivaluta, men mekanismen genom vilken ATP skapades i mitokondrierna antogs vara genom fosforylering på substratnivå. Mitchells kemiosmotiska hypotes var grunden för att förstå den faktiska processen för oxidativ fosforylering. Vid den tiden var den biokemiska mekanismen för ATP-syntes genom oxidativ fosforylering okänd.
Mitchell insåg att jonernas rörelse över en elektrokemisk potentialskillnad kunde ge den energi som behövs för att producera ATP. Hans hypotes härleddes från information som var välkänd på 1960-talet. Han visste att levande celler hade en membranpotential interiört negativ i förhållande till omgivningen. Rörelsen av laddade joner över ett membran påverkas således av de elektriska krafterna (attraktionen av positiva till negativa laddningar). Deras rörelse påverkas också av termodynamiska krafter, med tendens hos ämnen att diffundera från regioner med högre koncentration. Han fortsatte med att visa att ATP-syntesen var kopplad till denna elektrokemiska gradient.
Hans hypotes bekräftades av upptäckten av ATP-syntas, ett membranbundet protein som använder den potentiella energin hos den elektrokemiska gradienten för att göra ATP och genom upptäckten av André Jagendorf av att en pH-skillnad över tylakoidmembranet i kloroplasten resulterar i ATP-syntes.

### Protonmotiv Q-cykel
Senare antog Mitchell också några av de komplexa detaljerna i elektrontransportkedjor. Han tänkte på kopplingen av protonpumpning till kinonbaserad elektronförgrening, vilket bidrar till protonmotivkraften och därmed ATP-syntesen.

## Utmärkelser och hedersbetygelser
- Novartis Medal and Prize,  1973
- Feldberg Foundation,  1976
- Rosenstielpriset,  1976[4]
- Nobelpriset i kemi,  1978
- Sir Hans Krebs-medaljen,  1978
- Copleymedaljen,  1981
- Croonian Medal and Lecture,  1987
- Fellow of the Royal Society

[Redigera Wikidata]